# Marathen

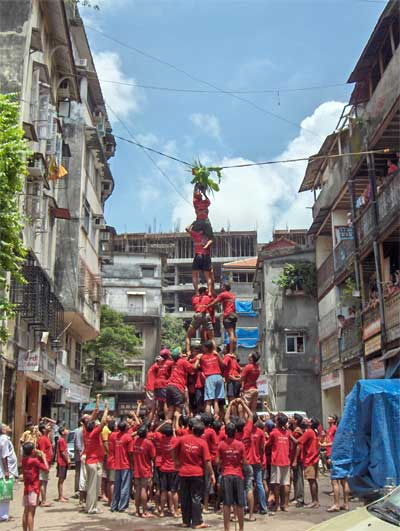
Indische Marathi bei einem Volksfest

Die Marathen (auch Maharashtrians oder Marathi; Marathi: मराठी) sind eine ethnolinguistische Gruppe, die Marathi, eine indoarische Sprache, als ihre Muttersprache sprechen. Sie leben überwiegend im Bundesstaat Maharashtra sowie einigen anderen Teilen Indiens (v. a. Goa und Karnataka) und in der Diaspora auf der ganzen Welt, insbesondere in den Golfstaaten und Nordamerika. Weltweit gibt es rund 83,1 Millionen Marathi, wobei man inzwischen von fast 100 Millionen ausgeht.

## Geografische Verbreitung und Diaspora

### Indien
In Indien stellen Marathen die drittgrößte ethnolinguistische Gruppe. Sie machen die Mehrheit in dem Bundesstaat Maharashtra und dessen Metropolen Mumbai und Poona aus. Außerdem leben zahlreiche Marathen in den benachbarten Bundesstaaten wie Karnataka, Goa, Madhya Pradesh und Gujarat sowie in dem Unionsterritorium Dadra und Nagar Haveli und Damen und Diu.
Marathen nach Bundesstaat
| Bundesstaat/Unionsterritorium 2011 | Marathi (als Muttersprache)insgesamt (2011) | Anteil 2011 |
| ---------------------------------- | ------------------------------------------- | ----------- |
| Indien gesamt                      | 83.026.680                                  | 6,86 %      |
| Maharashtra                        | 77.461.172                                  | 68,93 %     |
| Karnataka                          | 2.064.906                                   | 3,38 %      |
| Madhya Pradesh                     | 1.231.285                                   | 1,70 %      |
| Gujarat                            | 920.345                                     | 1,52 %      |
| Goa                                | 158.787                                     | 10,89 %     |
| Dadra und Nagar Haveli             | 24.105                                      | 7,01 %      |
| Daman und Diu                      | 11.008                                      | 4,53 %      |

In den übrigen indischen Bundesstaaten liegt der Bevölkerungsanteil der Marathen bei jeweils unter 1 %.

### Andere Länder
Schon seit dem 19. Jahrhundert leben zahlreiche Inder auf Mauritius, Fidschi, in Südafrika, Ostafrika, der malaiischen Halbinsel und in der Karibik, um in den britischen Kolonien zu arbeiten. Viele von diesen indischen Migranten stammen aus den Gebieten um Maharashtra, weshalb einige von ihnen ethnische Marathen sind.
Nach der Staatsgründung Israels wanderten viele marathisprachige Juden der Beni Israel nach Israel aus.
Nach der Teilung Indiens in Indien und Pakistan sind viele muslimische Marathen nach Pakistan ausgewandert, wobei es sehr wenige muslimische Marathen gab.
In jüngerer Zeit wanderten zahlreiche Marathen (so wie auch bei anderen Indern) nach Nordamerika, Europa, in die Golfstaaten und nach Ostasien aus.

## Sprache und Religionen
Marathi ist eine indoarische Sprache; es bildet die drittgrößte Sprachgruppe Indiens nach Hindi und Bengali.

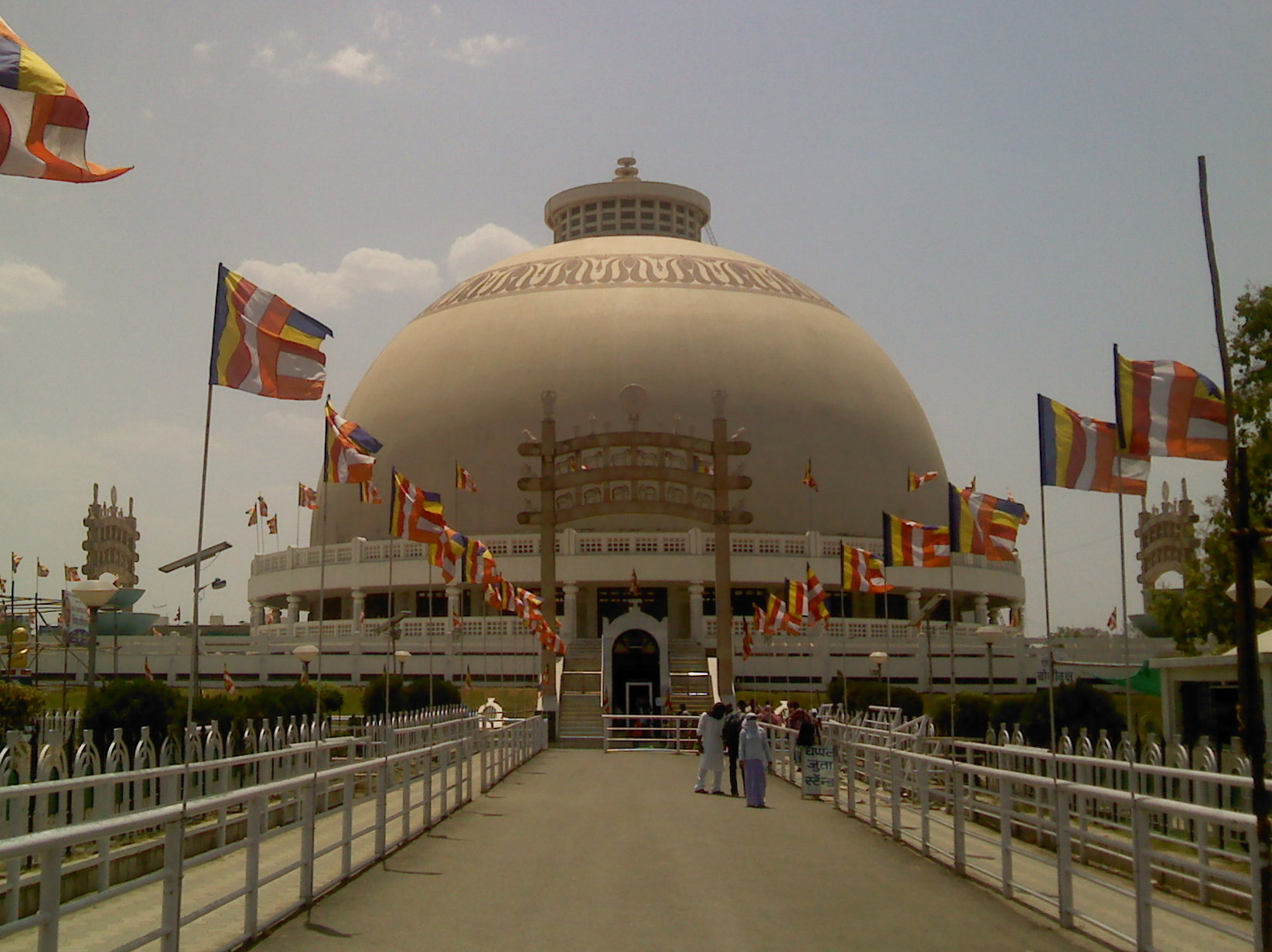
Deekshabhoomi ist ein stupa-ähnliches buddhistisches Bauwerk in Maharashtra, es wurde an der Stelle errichtet, an der der Marathe Babasaheb Ambedkar am 14. Oktober 1956 mit seinen etwa 380.000 Anhängern zum Buddhismus konvertierte

Die meisten Marathen sind Hindus, daneben gibt es zahlreiche Buddhisten (Marathen sind die größte Volksgruppe unter den indischen Buddhisten). Während etwa ein Drittel der Muslime Maharashtras Marathi spricht, dominiert diese Sprache unter der dortigen buddhistischen sowie der christlichen Minderheit und den für indische Verhältnisse als zahlreich geltenden einheimischen Jainas.

## Politik
Nach dem Tod des Mogul-Herrschers Aurangzeb (1707) übernahmen die Marathen in weiten Teilen Nordindiens die Macht; ihre berühmtesten Anführer waren Shivaji († 1680) und sein Sohn Sambhaji († 1689). In den Folgejahren war das Marathenreich in Machtkämpfen rivalisierender Gruppen zerstritten; erst in Opposition zu den in der zweiten Hälfte des 18. Jahrhunderts immer mächtiger werdenden Briten trat es wieder ins Blickfeld europäischer Mächte. In den drei Marathenkriegen (1775–1782, 1803–1805 und 1817/18) konnten es die Briten bezwingen und die Macht in großen Teilen Indiens übernehmen.